# Vineta Bastian-Klinger
Vineta Bastian-Klinger geb. Schäfer (* 4. Mai 1897 in Eberswalde als Vineta Amalie Martha Schäfer; † 22. Februar 1976 in Berlin) war eine deutsche Schriftstellerin und Drehbuchautorin.

## Leben
Das Drehbuch zu Karl Hartls Verfilmung des Zigeunerbarons aus dem Jahr 1935 war unter dem Namen Vineta Klinger ihr Filmdebüt. Der Film Paradies der Matrosen (1959) basiert auf ihrem Roman Es begann im Gelben Drachen. Ihr bekanntestes literarisches Werk ist der Liebesroman Der Sänger mit der Maske (1951).
Sie war in erster Ehe mit dem Lehrer Erwin Klinger und, nach der Scheidung 1927, in zweiter Ehe mit dem Schriftsteller Hartmut Bastian verheiratet.

## Filmografie
- 1935: Zigeunerbaron
- 1951: Unschuld in tausend Nöten
- 1953: Frauen, Filme, Fernsehfunk
- 1953: Der keusche Josef
- 1953: Die Kaiserin von China
- 1953: Bezauberndes Fräulein
- 1959: Paradies der Matrosen
- 1962: Der Zigeunerbaron